# 포레스트우는토끼
포레스트우는토끼 또는 포레스트피카(Ochotona forresti)는 우는토끼과에 속하는 포유류의 일종이다. 부탄과 중국, 인도 그리고 미얀마에서 발견된다. 인도에서는 북동부의 아루나찰프라데시 주에서 기록된 바 있다.